# Der kurze Brief zum langen Abschied
Der kurze Brief zum langen Abschied ist eine Erzählung von Peter Handke. Sie erschien 1972. Die Erzählung ist in zwei Teile gegliedert „1. Der kurze Brief“ und „2. Der lange Abschied“. Beiden Teilen sind kurze Zitate aus Karl Philipp Moritz’ Anton Reiser vorangestellt. Des Weiteren finden sich in der Erzählung mehrere Nennungen von verschiedenen literarischen Werken anderer Autoren, welche als Reiselektüre für den Protagonisten fungieren. Darunter auch eine kurze Zusammenfassung zu F. Scott Fitzgeralds „The Great Gatsby“, welche die Möglichkeit des Selbstentwurfs und des amerikanischen Traums, des self made man, thematisiert. Viel häufiger wird Bezug zu Kellers Entwicklungsroman Der grüne Heinrich genommen.

## Inhalt
Ein junger Mann aus Österreich befindet sich in Providence, Rhode Island und erhält dort einen Brief von Judith, seiner Frau: „Ich bin in New York. Bitte such mich nicht, es wäre nicht schön, mich zu finden.“ Die daran anschließende Reise durch die USA ist zugleich ein Suchen nach Judith und ein Flüchten vor ihren Drohungen. Er trifft Claire, eine alleinerziehende Mutter, und reist mit ihr über Indianapolis nach St. Louis, wo sie einige Zeit bei einem befreundeten Malerpaar bleiben. Schließlich reist der Ich-Erzähler alleine weiter nach Tucson in Arizona. Spuren wie eine Handtasche am Flughafen deuten an, dass Judith sich dort befindet, doch die Reise geht weiter nach Oregon. In einem abgelegenen Ort misslingt eine Begegnung mit dem Bruder des Schriftstellers, der dort als Holzfäller arbeitet. Schließlich trifft der Erzähler Judith in Twin Rocks, einem Küstenort, obwohl sie ihn dann beinahe mit einem Revolver erschießt. Zuallerletzt besuchen beide den Filmregisseur John Ford in seinem kalifornischen Domizil im Ort Bel Air, hören seinen Geschichten zu und erzählen ihre eigene Geschichte. Dabei gibt das Kennenlernen der fremden, amerikanischen Lebensweise dem Erzähler die Möglichkeit, sich selbst neu zu betrachten, seine Kindheit und die Beziehung mit Judith zu überdenken. Ihre Begegnung am Ende ermöglicht beiden, sich endgültig voneinander zu verabschieden.

## Kritiken
„Handke, der Formzertrümmerer, der Pionier mit Nachfolge, hat eine nach großen Vorbildern geschaffene großartige Liebesgeschichte geschrieben.“ Der Bund, Bern.

## Ausgaben
- Peter Handke: Der kurze Brief zum langen Abschied. Suhrkamp Verlag, Frankfurt am Main 1972.
- Peter Handke: Der kurze Brief zum langen Abschied. Suhrkamp Taschenbuch Nr. 3286, Frankfurt am Main 2001, ISBN 3-518-39786-9.